# Atzbach (Lahnau)
Atzbach è una frazione del comune tedesco di Lahnau, nell'Assia.
Conta (2007) 2.968 abitanti.

## Storia
Atzbach fu nominata per la prima volta nel 774.

Costituì un comune autonomo fino al 31 dicembre 1976, quando con altri 13 comuni e le città di Gießen e Wetzlar andò a formare la nuova città di Lahn, divenendone un quartiere (Stadtteil) compreso nel distretto urbano (Stadtbezirk) di Lahntal.
Il 31 luglio 1979, a seguito delle proteste della cittadinanza, la città di Lahn fu sciolta, e il distretto urbano di Lahntal divenne un comune indipendente, con il nome di Lahnau; da quella data, Atzbach ne costituisce pertanto una frazione (Ortsteil).